# Lunaphodius longipennis
Lunaphodius longipennis är en skalbaggsart som beskrevs av Rakovic 1984. Lunaphodius longipennis ingår i släktet Lunaphodius och familjen Aphodiidae. Inga underarter finns listade i Catalogue of Life.